# Ludwig Bartels (Politiker, 1846)
Ludwig Friedrich Remigius Bartels (* 9. Oktober 1846 in Giebichenstein; † 25. Dezember 1907 in Merseburg) war ein deutscher Verwaltungsjurist und als preußischer Landrat und Landeshauptmann tätig.

## Leben
Bartels stammte aus Langendorf (bei Weißenfels), wo seine Familie das dortige Rittergut besaß. Nach dem Studium der Rechtswissenschaften an der Universität Heidelberg, wo er Mitglied des Corps Saxo-Borussia war, trat er 1875 in den preußischen Justizdienst ein. 1883 wurde Bartels als Landrat des Mansfelder Gebirgskreises des Regierungsbezirkes Merseburg der preußischen Provinz Sachsen eingesetzt und Nachfolger von Friedrich von Koenen. Dieses Amt verwaltete er bis 1885. Sein Amtsnachfolger wurde Adolf Karl Ferdinand von der Recke.
Er war zwischen 1885 und 1894 vortragenden Rat im Reichsamt des Innern im Range eines Geheimen Oberregierungsrates. Danach war er ab 1895 Generaldirektor der sächsischen Provinzial-Feuer-Sozietät mit Sitz in Merseburg.
Bartels gehörte von 1889 bis zu seinem Ausscheiden aus dem Parlament am 24. November 1900 dem Preußischen Abgeordnetenhaus an, in dem er den Wahlkreis Merseburg 5 (Mansfelder Gebirgskreis – Mansfelder Seekreis) vertrat. Er war Mitglied der Deutschkonservativen Partei.
Ab 1900 bis zu seinem Tod 1907 war Bartels Landeshauptmann der Provinz Sachsen.